# Alchemia (album Małgorzaty Ostrowskiej)
Alchemia – pierwsza solowa płyta Małgorzaty Ostrowskiej.

## Lista utworów
1. „Żeby mogło się stać” (muz. M. Grymuza / sł. M. Ostrowska) – 4:06
2. „Lawa” (muz. M. Sobczak / M. Ostrowska / sł. M. Ostrowska) – 4:35
3. „Tak jak pierwszy raz” (muz. M. Grymuza / sł. M. Ostrowska) – 3:46
4. „Miłość jest jak deszcz” (muz. J. Sajkowski / sł. M. Ostrowska) – 3:53
5. „Cisza jak dziś” (muz. S. Zybowski / sł. M. Ostrowska) – 4:47
6. „Teraz kiedy wiem” (muz. S. Zybowski / sł. M. Ostrowska) – 4:34
7. „Dobranoc idę spać” (muz. M. Grymuza / sł. M. Ostrowska) – 3:20
8. „Plaże” (muz. M. Kościkiewicz / sł. M. Ostrowska) – 5:30
9. „Ciszej, bliżej, czulej” (muz. R. Gawliński / sł. M. Ostrowska) – 3:27
10. „Co chcę Ci dać” (muz. J. Durał / sł. M. Ostrowska) – 5:10
11. „Lipiec ze mną” (muz. W. Klich / sł. M. Ostrowska) – 3:21
12. „Uwalniam się” (muz. M. Grymuza / M. Ostrowska / sł. M. Ostrowska) – 4:43
13. „Alchemia” (muz. M. Sobczak / sł. M. Ostrowska) – 3:30

## Listy przebojów
| 1999 | Lawa                 | 7  | 56 | 1 |
| 1999 | Tak jak pierwszy raz | 22 | 44 | - |
| 1999 | Cisza jak dziś       | 30 | 66 | 5 |
| 1999 | Teraz kiedy wiem     | 34 | -  | - |

## Teledyski
- „Lawa” – 1999
- „Tak jak pierwszy raz” – 1999

## Twórcy
- Małgorzata Ostrowska – wokal
- Jarosław Chilkiewicz – gitara
- Maciej Gładysz – gitara (1-5,7-11,13)
- Wojciech Kowalewski – instrumenty perkusyjne (2,4-8)
- Wojciech Kuzyk „Puzon” – gitara basowa (5,6)
- Krzysztof Patocki – perkusja
- Jacek Piskorz – instrumenty klawiszowe (1,2,4,6,7,8,10,11-13)
- Jacek Suchocki – loopy (6,7,9)
- Bogdan Wawrzynowicz – gitara basowa (1-4,7-13)
- Tytus Wojnowicz – obój (2,4,13)
- Stanisław Zybowski – gitara (5,6,8,12)